# Малая Павловка
Малая Павловка (укр. Мала Павлівка) — село,
Малопавловский сельский совет,
Ахтырский район,
Сумская область,
Украина.
Код КОАТУУ — 5920385801. Население по переписи 2001 года составляет 1300 человек.
Является административным центром Малопавловского сельского совета, в который, кроме того, входят сёла
Бурячиха,
Закаблуки,
Качановка,
Кудари,
Неплатино и
Щомы.

## Географическое положение
Село Малая Павловка находится между реками Ташань и Грунь.
На расстоянии до 1,5 км расположены сёла Кудари, Закаблуки, Бурячиха и Обертень.
Рядом проходит автомобильная дорога Т-1705.

## История
- Село известно со второй половины XVII века.
- 1961 год — началась эксплуатация Качановского нефтяного месторождения.
- 1978 год — запущен Качановский газоперерабатывающий завод.

## Экономика
- Качановского нефтяного месторождения
- Качановский газоперерабатывающий завод ООО «Укрнафта».
- ЧП «Павловское».